# Municipio de Wayne (condado de Champaign)
El municipio de Wayne (en inglés: Wayne Township) es un municipio ubicado en el condado de Champaign en el estado estadounidense de Ohio. En el año 2010 tenía una población de 1809 habitantes y una densidad poblacional de 21,55 personas por km².

## Geografía
El municipio de Wayne se encuentra ubicado en las coordenadas 40°10′59″N 83°37′27″O / 40.18306, -83.62417. Según la Oficina del Censo de los Estados Unidos, el municipio tiene una superficie total de 83.95 km², de la cual 83,91 km² corresponden a tierra firme y (0,06 %) 0,05 km² es agua.

## Demografía
Según el censo de 2010, había 1809 personas residiendo en el municipio de Wayne. La densidad de población era de 21,55 hab./km². De los 1809 habitantes, el municipio de Wayne estaba compuesto por el 96,19 % blancos, el 1,22 % eran afroamericanos, el 0,44 % eran amerindios, el 0,44 % eran asiáticos, el 0,17 % eran de otras razas y el 1,55 % eran de una mezcla de razas. Del total de la población el 0,72 % eran hispanos o latinos de cualquier raza.